# خاتم رمسيس الثاني

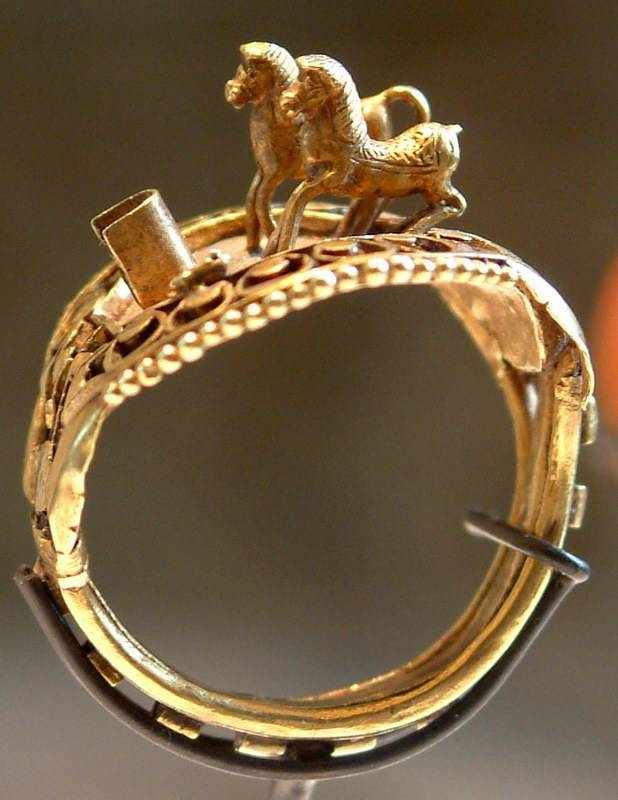
خاتم رمسيس الثاني في متحف اللوفر

خاتم رمسيس الثاني، المعروف أيضًا باسم حلقة الخيول، هو قطعة من الذهب صنعت في عصر الإمبراطورية المصرية، في عهد الملك المصري رمسيس الثاني من الأسرة المصرية التاسعة عشر.
لم يكن مصدر الخاتم مجهولاً، فقد منح محمد علي باشا الخاتم الخالي من النقوش عام 1827 لشارل العاشر ملك فرنسا. وقد تمت مقارنة هذه القطعة بحلقة من معركة قادش التي تم خلالها إنقاذ رمسيس الثاني من قبل فرستين. الخاتم معروض بشكل دائم في متحف اللوفر وهو مصنوع من الذهب والعقيق مصوغة بطريقة بقطر 2.2 سم.
تم صنع الخاتم لتخليد ذكرى إنقاذ الخيول للملك رمسيس الثاني في معركة قادش أمام الحيثيين في مدينة قادش بسوريا.